# هاوورث (نیوجرسی)
هاوورث (به انگلیسی: Haworth) شهری در ایالت نیوجرسی کشور ایالات متحده آمریکا است که جمعیت آن در سرشماری سال ۲۰۱۰ میلادی، ۳٬۳۸۲ نفر بوده‌است.